# Torsdag (dokumentarfilm)
|  | Denne artikel er oprettet af botten Steenthbot ud fra en ekstern database. Den kan derfor have sproglige fejl eller mangler. Denne skabelon kan fjernes efter kontrol af indholdet. |

Torsdag er en svensk dokumentarfilm fra 2003 instrueret af Minna Krook og Lisa Spets.

## Handling
To unge kvinder er besat af dans og pjækker fra hverdagens forpligtelser, fordi "det eneste, vi har lyst til, er at danse". I en humoristisk tone viser denne film, hvad der sker, når kvindernes skæve opfattelse af virkeligheden møder livet i storcentret.